# Crestuma
Crestuma ist ein Ort und eine ehemalige Gemeinde (Freguesia) im Nordwesten Portugals.

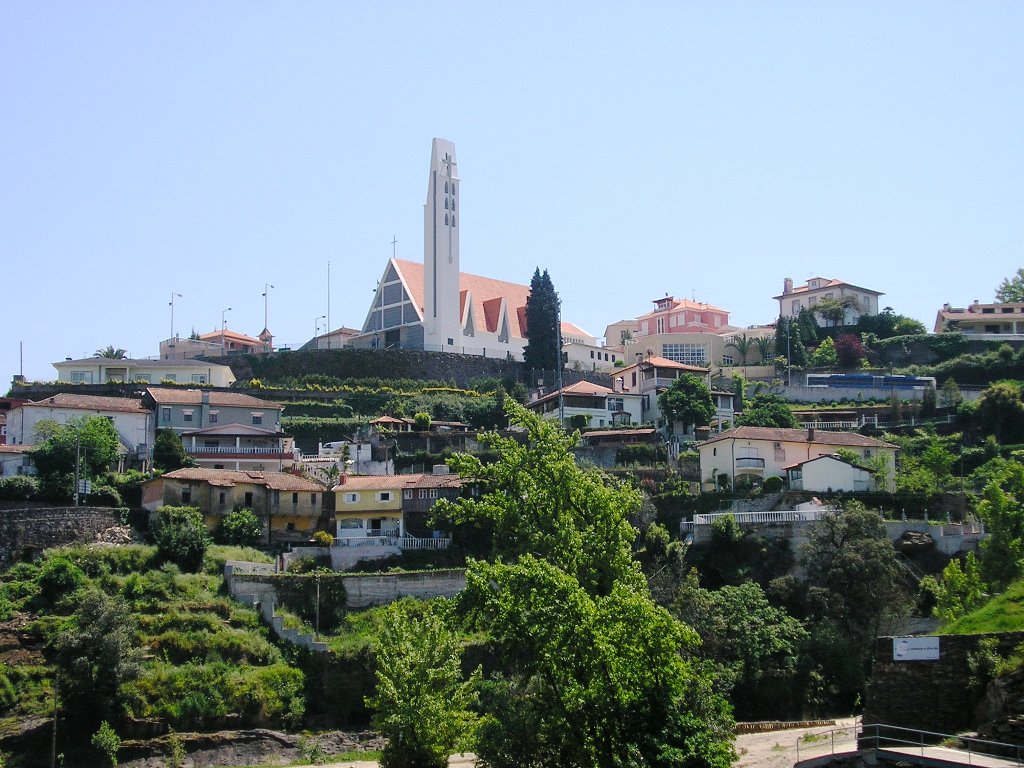
Crestuma

Crestuma gehört zum Kreis Vila Nova de Gaia im Distrikt Porto. Die Gemeinde hatte eine Fläche von 4,7 km² und 2619 Einwohner (Stand 30. Juni 2011).
Am 29. September 2013 wurden die Gemeinden Crestuma, Sandim, Olival und Lever zur neuen Gemeinde União das Freguesias de Sandim, Olival, Lever e Crestuma zusammengeschlossen.